# Kleinbachern
Kleinbachern ist ein Gemeindeteil der Großen Kreisstadt Freising im oberbayerischen Landkreis Freising.

## Geschichte
Urkundliche Erwähnung findet das Dorf im Jahr 1062 in einem Schreiben in dem Bischof Wofram mit dem Edlen Waltrich dort ein Lehen tauscht. 1847 wird Kleinbachern als Weiler dem Ort und der Pfarrei Vötting zugehörig  beschrieben. Mit der Eingemeindung von Vötting nach Freising kamen 1937 dann die ehemals Vöttinger Gemeindeteile Gartelshausen, Hohenbachern und Kleinbachern zu Sünzhausen. Im Zuge der Gemeindegebietsreform wurde Kleinbachern als Teil der Gemeinde Sünzhausen am 1. Juli 1972 in die Stadt Freising eingegliedert.
Nachbarorte sind Hohenbachern, Sünzhausen, Pellhausen, Gartelshausen und Dürnast.

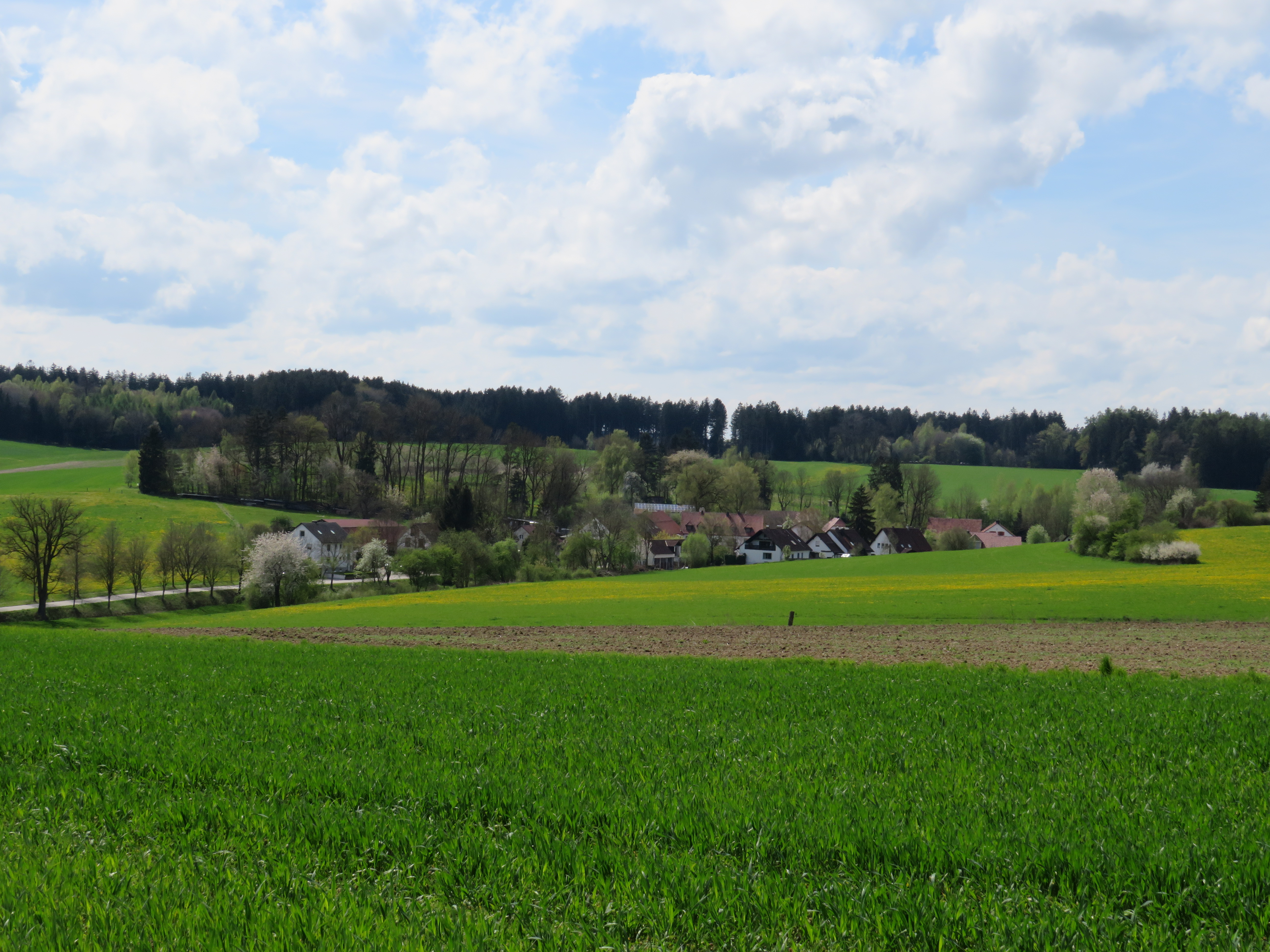
Kleinbachern von Osten
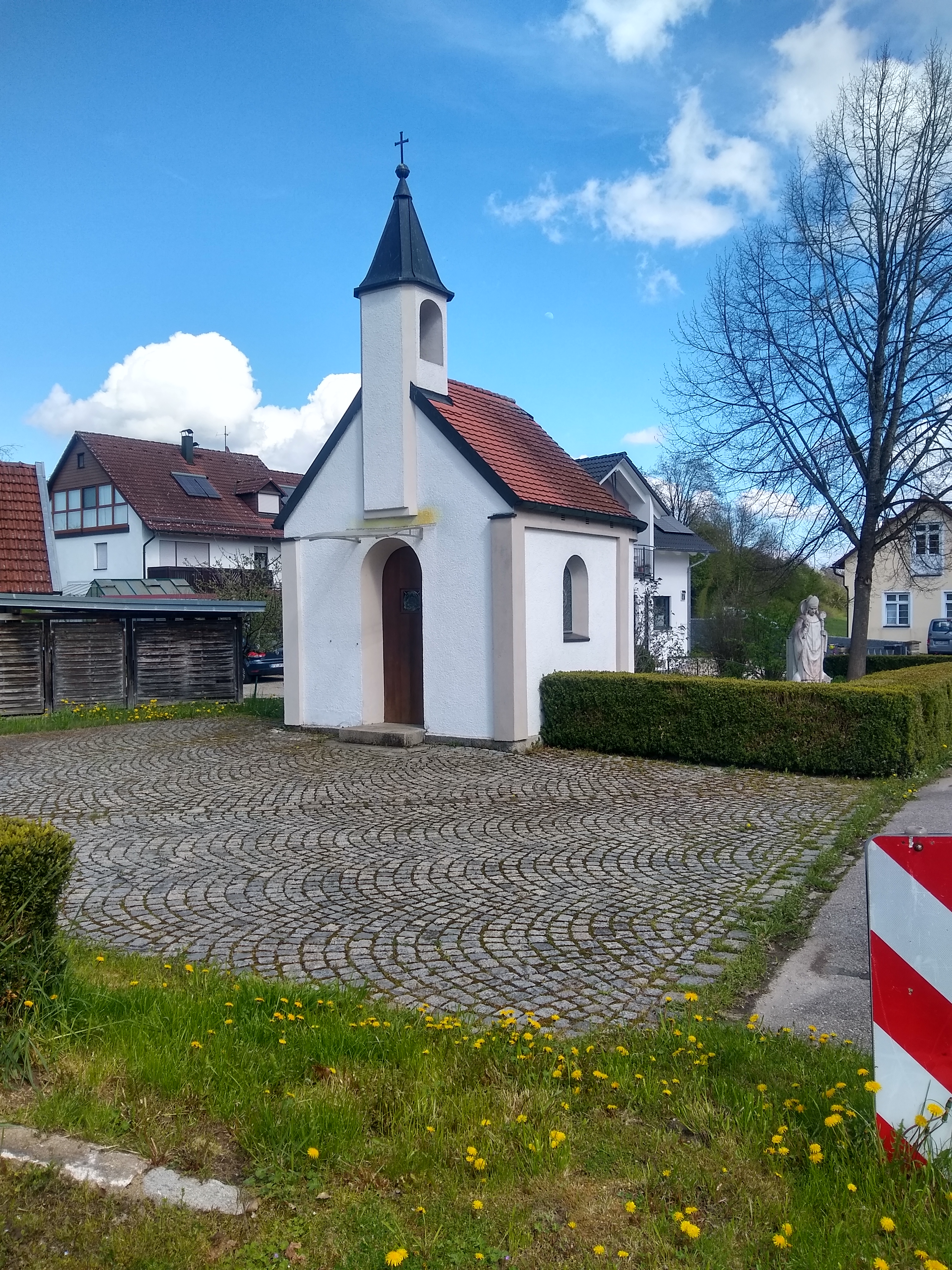
Kapelle Kleinbachern
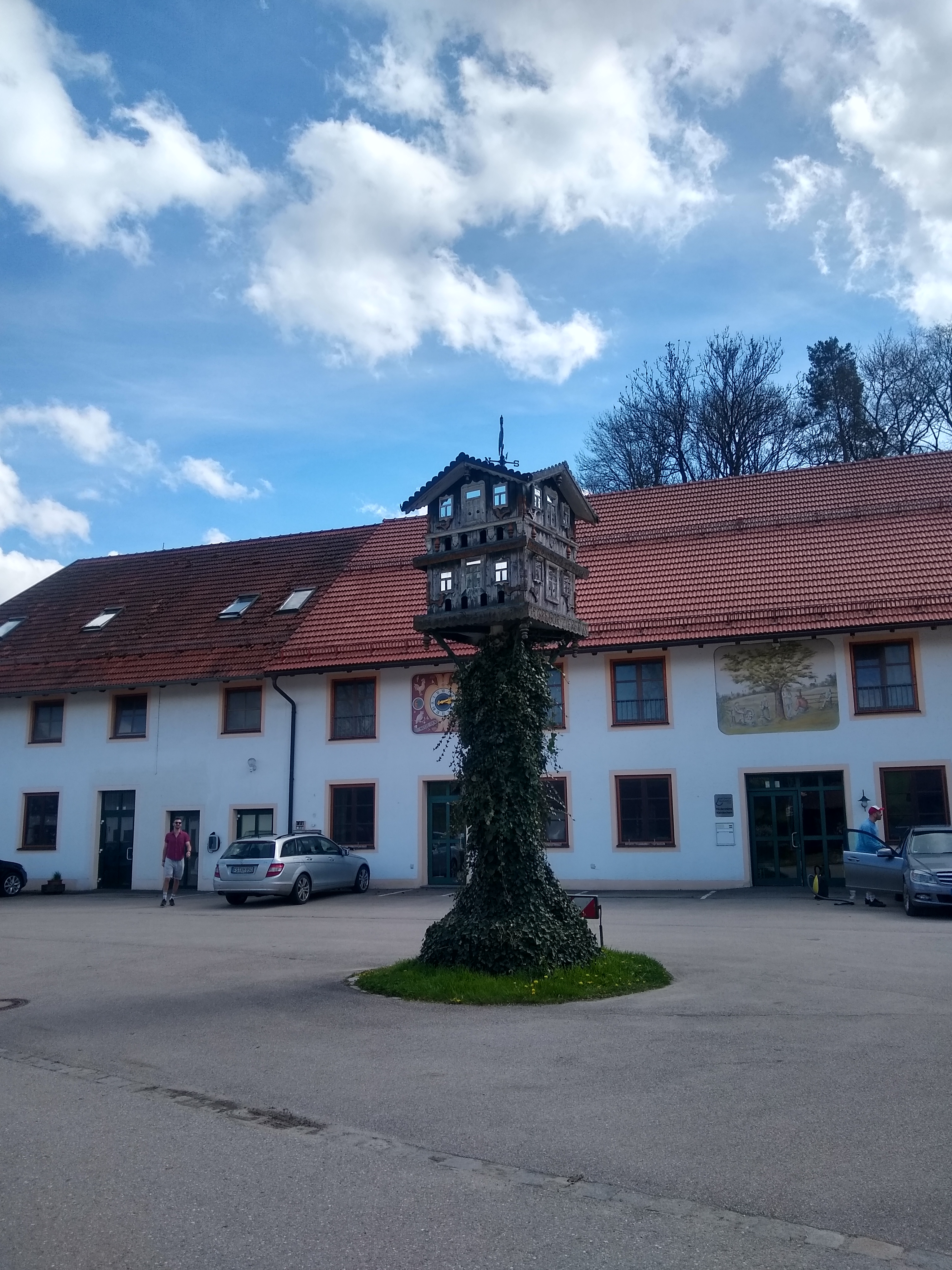
Taubenschlag Kleinbachern